# جاكوب ستين كريستنسن
جاكوب ستين كريستنسن (بالدنماركية: Jacob Steen Christensen)‏ هو لاعب كرة قدم دنماركي في مركز الوسط، ولد في 25 يونيو 2001 في فريدريكسبرغ في الدنمارك. لعب مع نادي نوردشيلاند.

## وصلات خارجية
- جاكوب ستين كريستنسن على موقع قاعدة بيانات كرة القدم.إي يو (الإنجليزية)
- جاكوب ستين كريستنسن على موقع Soccerway.com (الإنجليزية)
- جاكوب ستين كريستنسن على موقع عالم كرة القدم.نت (الإنجليزية)